# Lycaena suffusa
Lycaena suffusa är en fjärilsart som beskrevs av Tutt 1896. Lycaena suffusa ingår i släktet Lycaena och familjen juvelvingar. Inga underarter finns listade i Catalogue of Life.